# نفوذپذیری انتخابی

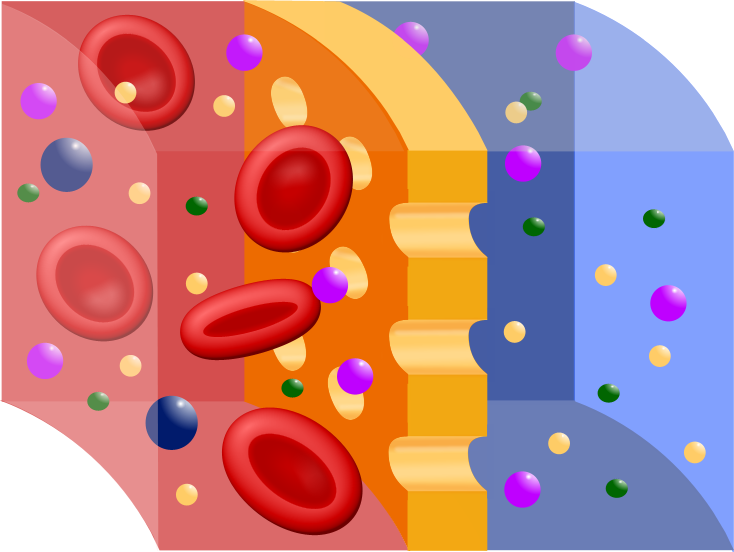
در این شکل رنگ قرمز نشانگر خون، رنگ زرد نشانگر غشای سلولی و رنگ آبی، مواد سیال درون سلول است.

نفوذپذیری انتخابی (به انگلیسی: Selective permeability) یا تراوایی انتخابی(نسبی) در سلول‌ها، به ویژگی خاصی در بخش غشای سلول‌ها اشاره دارد که در آن، غشای سلولی برای عبور دادن مولکول‌ها و یون‌ها به درون و بیرون از سلول، دارای قدرت انتخاب می‌باشند.
غشای سلولی، براساس میزان فشار، غلظت و دمای مولکولی یا میزان املاح در دوطرف سلول، نرخ عبور مواد را تعیین می‌کند.